# 嘉模聖母堂
嘉模聖母堂（葡萄牙語：Igreja de Nossa Senhora do Carmo）位於澳門氹仔嘉路士米耶馬路與嘉模前地交界，是氹仔唯一的天主教堂。

## 歷史

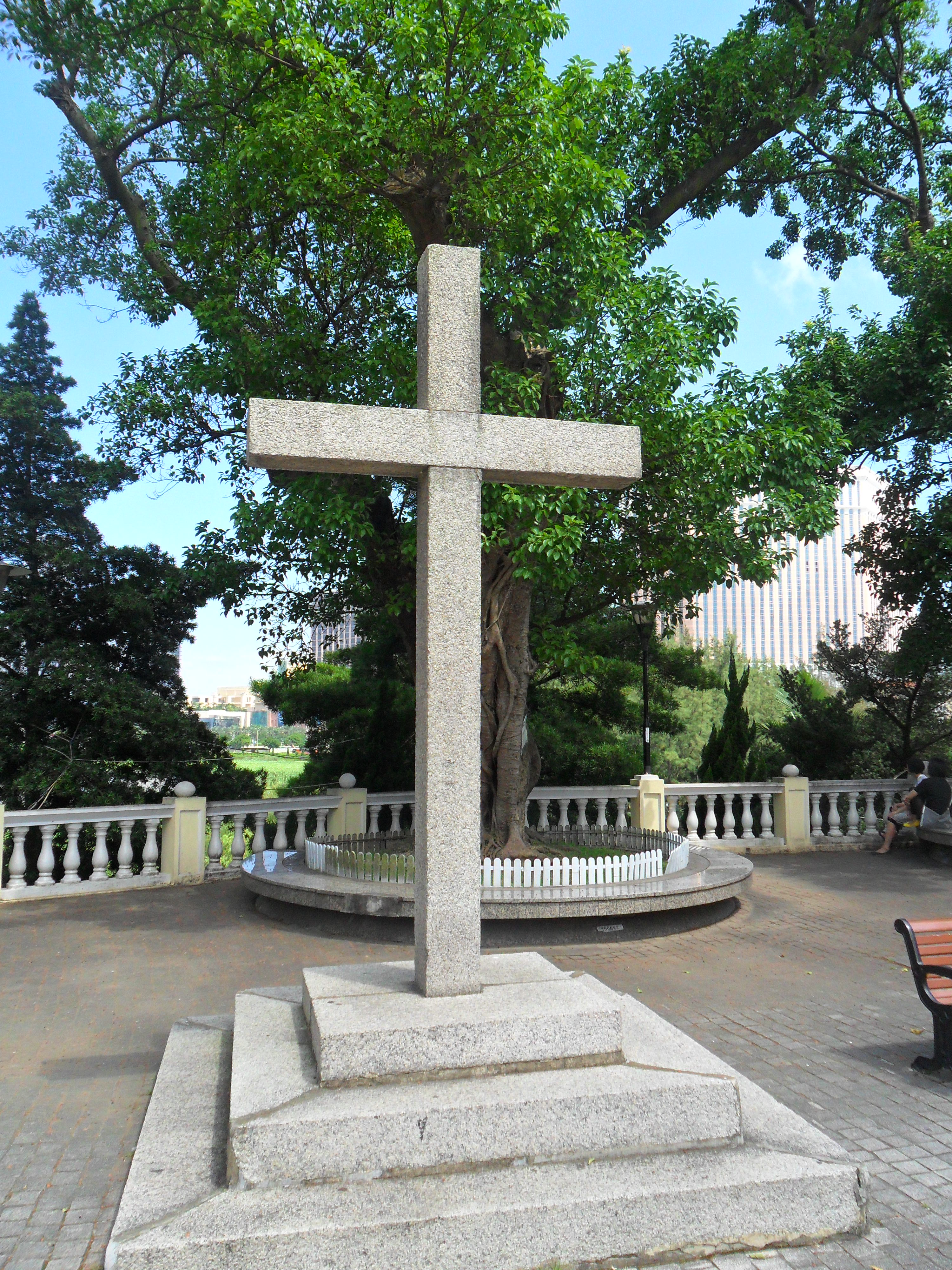
聖堂外的石十字架

1875年，時任氹仔駐軍司令官馬德提出要在氹仔興建教堂，以配合天主教傳教工作和為居住在氹仔的天主教徒提供宗教活動場所。1877年至1883年間時任澳門教區主教蘇沙決定在氹仔興建嘉模聖母堂，至1885年9月15日建築完成。嘉模聖母堂於1992年被列入澳門文物名錄內。

## 建築特色
此教堂樓高三層，外牆為米黃色，前壁簡樸並具新古典風格。頂部為一個鐘樓，鐘樓底下的一層為唱詩台。教堂內只有一條走廊。中間主祭台恭敬嘉模聖母，兩側為耶穌和聖若瑟像，教堂入口左方的小堂也設有嘉模聖母像。

## 彌撒禮儀時間

### 彌撒
- 主日彌撒：上午8：45（粵語）、10:00(英語)、11:15(葡語)
- 星期六提前主日彌撒：下午6：30(英語)
- 平日彌撒：上午7:30（粵語）、下午6:30(英語)／逢星期二下午6:30(英語)沒有彌撒

## 節慶活動
每年12月8日為聖母無染原罪瞻禮有聖像出遊活動。

## 外部連結
- 聖老楞佐教堂（页面存档备份，存于）
- 天主教澳門教區（页面存档备份，存于）